# Naïade-Klasse
Die Naïade-Klasse war eine U-Boot-Klasse der französischen Marine Nationale. Gelegentlich wird sie auch als Perle-Klasse bezeichnet. Da die meisten Schiffe nach Fischen benannt waren, erhielten sie auch den Spitznamen Les Fritures (Die Frittierten). Der französische Schiffbauingenieur Louis-Émile Bertin nannte sie scherzhaft Les Noyades (Die Ertrinkenden).

## Geschichte
In den ersten Jahren des 20. Jahrhunderts war Frankreich die führende Nation im Bau von U-Booten. Zu dieser Zeit unterschied man noch zwischen „reinen U-Booten“ und „Tauchbooten“. Während Tauchboote meist aufgetaucht fuhren und nur vor Angriffen untertauchen sollten, waren die reinen U-Boote für eine Fahrt überwiegend unter Wasser konzipiert. Gaston Romazzotti konstruierte 1901 mit der Naïade-Klasse, die kleinste reine U-Boot-Klasse Frankreichs. Am 3. April 1901 bestellte die französische Marine 20 Einheiten dieser Konstruktion. Da der französische U-Bootbau der Geheimhaltung unterlag, wurden die Schiffe nur auf Marinewerften gebaut.
Die U-Boote waren 23,5 m lang, 2,26 m breit und hatten bei einem Tiefgang von 2,41 m eine Verdrängung von 68 t. Im untergetauchten Zustand betrug die Verdrängung 70,8 t. Unter dem Bug war ein Bleigewicht angebracht, das abgeworfen werden konnte, um in Not schnell wieder aufzutauchen. Für die Fahrt über Wasser und zum Laden der Bleiakkumulatoren verfügten die Boote über einen 70 PS starken Panhard & Levassor Verbrennungsmotor und als Treibstoff führte man 850–900 l Benzol mit. Bei Fahrt unter Wasser trieben zwei Elektromotoren der Firma Société l'éclairage électrique mit jeweils 35 PS die Schraube an. Die Bewaffnung bestand aus zwei Drzewiecki-Abwurfkragen für Torpedos mit einem Durchmesser von 45 cm, die hinter dem Turm angebracht waren. Am 6. Januar 1910 wurde angeordnet, dass die Abwurfkragen vor den Turm verlegt werden sollten. Später wurden die Schiffe mit Thélot-Abschusssystemen für 35,6 cm Übungstorpedos ausgerüstet.
Als man realisierte, dass das Mitführen von Benzol eine große Unfallgefahr bedeutete, entfernte man die Verbrennungsmotoren im Juli 1906 wieder aus allen Einheiten. Da die U-Boote nun nur noch durch eine externe Stromquelle geladen werden konnten, war ihre Einsatzfähigkeit stark eingeschränkt. Sie dienten nun nur noch für Ausbildungs- und Versuchszwecke. Noch vor dem Beginn des Ersten Weltkriegs wurden alle Einheiten aus dem Marineregister gestrichen.

## Einheiten
| Kennung | Name      | Namensbedeutung      | Bauwerft             | Kiellegung         | Stapellauf         | Indienststellung | Außerdienststellung                       |
| ------- | --------- | -------------------- | -------------------- | ------------------ | ------------------ | ---------------- | ----------------------------------------- |
| Q 15    | Naïade    | Najade oder Unionida | Arsenal de Cherbourg | 16. Januar 1902    | 22. September 1902 | 17. April 1905   | 17. März 1921 zum Abbruch verkauft        |
| Q 16    | Protée    | Proteus oder Olm     | Arsenal de Cherbourg | 1. April 1902      | 8. Oktober 1903    | 12. April 1904   | 3. März 1920 zum Abbruch verkauft         |
| Q 17    | Perle     | Perle                | Arsenal de Toulon    | 23. April 1902     | 1. Dezember 1903   | 8. Dezember 1904 | 1. Februar 1913 zum Abbruch verkauft      |
| Q 18    | Esturgeon | Stör                 | Arsenal de Toulon    | 26. April 1902     | 4. Januar 1904     | 8. Dezember 1904 | 1912 gestrichen                           |
| Q 19    | Bonite    | Bonito               | Arsenal de Toulon    | 2. Mai 1902        | 6. Februar 1904    | 27. Februar 1905 | am 14. April 1920 zum Abbruch verkauft    |
| Q 20    | Thon      | Thun                 | Arsenal de Toulon    | 9. Juni 1902       | 19. März 1903      | Oktober 1903     | am 21. Mai 1914 gestrichen                |
| Q 21    | Souffleur | Großer Tümmler       | Arsenal de Toulon    | 21. Juni 1902      | 20. April 1903     | November 1903    | am 21. Mai 1914 gestrichen                |
| Q 22    | Dorade    | Goldbrasse           | Arsenal de Toulon    | 30. Juni 1902      | 5. November 1903   | Dezember 1903    | am 21. Mai 1914 gestrichen                |
| Q 23    | Lynx      | Luchs                | Arsenal de Cherbourg | 12. Mai 1902       | 24. November 1903  | 1904             | am 21. Mai 1914 gestrichen                |
| Q 24    | Ludion    | Cartesischer Taucher | Arsenal de Toulon    | 2. Juni 1902       | 18. März 1904      | 1904             | am 21. Mai 1914 gestrichen                |
| Q 25    | Loutre    | Otter                | Arsenal de Rochefort | 8. Dezember 1902   | 22. August 1903    | 6. August 1904   | am 21. Mai 1914 gestrichen                |
| Q 26    | Castor    | Biber                | Arsenal de Rochefort | 9. Februar 1903    | 5. November 1903   | 5. November 1904 | am 21. Mai 1914 gestrichen                |
| Q 27    | Phoque    | Hundsrobbe           | Arsenal de Rochefort | 9. April 1903      | 16. März 1904      | 28. Februar 1905 | am 21. Mai 1914 gestrichen                |
| Q 28    | Otarie    | Ohrenrobbe           | Arsenal de Rochefort | 1903               | 16. April 1904     | 26. April 1905   | am 21. Mai 1914 gestrichen                |
| Q 29    | Méduse    | Qualle               | Arsenal de Rochefort | 3. April 1903      | 15. Juni 1904      | 4. Oktober 1905  | am 17. März zum Abbruch verkauft          |
| Q 30    | Oursin    | Seeigel              | Arsenal de Rochefort | 3. April 1903      | 26. September 1904 | 20. Oktober 1905 | 1920 zum Abbruch verkauft                 |
| Q 31    | Grondin   | Knurrhahn            | Arsenal de Toulon    | 12. September 1902 | 16. Juli 1904      | 3. Januar 1906   | am 15. November 1913 zum Abbruch verkauft |
| Q 32    | Anguille  | Aal                  | Arsenal de Toulon    | 9. Oktober 1902    | 3. August 1904     | 1904             | am 14. April 1920 zum Abbruch verkauft    |
| Q 33    | Alose     | Alosa                | Arsenal de Toulon    | 17. November 1902  | 13. Oktober 1904   | 31. Juli 1907    | Museumsschiff                             |
| Q 34    | Truite    | Forelle              | Arsenal de Toulon    | 28. November 1902  | 14. April 1905     | 1907             | am 21. Mai 1914 gestrichen                |